# 蔣揚欽哲旺波

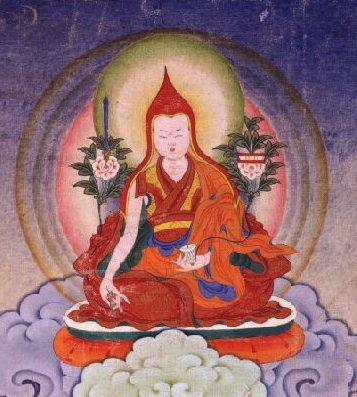
Jamyang Khyentse Wangpo

蔣揚欽哲旺波（藏語：འཇམ་དབྱངས་མཁྱེན་བརྩེའི་དབང་པོ།，威利转写：'jam dbyangs mkhyen brtse'i dbang po，THL：Jamyang Khyentse Wangpo，藏语拼音：Jamjang Kyênzê Wangbo；1820年—1892年），藏傳佛教寧瑪派上師，為利美運動創始人，身為大學者、伏藏師的多重身分。為五大伏藏王的最後一位，是極少數取出了七受命傳（七種形式埋藏的伏藏）伏藏的伏藏師。有多位轉世流傳於世間。

## 生平
蔣揚欽哲旺波被認為是寧瑪派吉美林巴轉世，主要上師為如來芽吉美賈威紐固。與巴楚仁波切(Patrul Rinpoche,1808－1887)、秋吉林巴 (Chogyur Lingpa,1829-1870) 、噶舉派的蔣貢康楚羅卓泰耶(Jamgon Kongtrul Lodro Taye,firstJamgon Kongtrul,1813-1899)互為師友一起參與了利美運動。蔣揚欽哲旺波一生拜見了超過一百五十位的上師，將許多瀕臨失傳的教法編入利美五大藏中。
在四十歲後，蔣揚欽哲旺波在藏東的薩迦派的宗薩寺進行長期閉關，主要修習上師瑜珈。這也是欽哲傳承主要的法座在薩迦派的原因。

### 一次轉世
欽哲旺波同時顯現了很多轉世化身，
- 身化身-轉世到薩迦派宗薩寺的宗薩欽哲-確吉旺波（Dzongsar Khyentse Jamyang Chökyi Wangpo 1894-1909) 圓寂時年僅十五歲。
- 事業化身-轉世至寧瑪派噶陀寺的確吉羅卓(Katog Khyentse Jamyang Chökyi Lodro ,1893–1959)，後將法座轉移到薩迦派的宗薩寺，後世稱為宗薩欽哲確吉羅卓(Dzongsar Khyentse Jamyang Chökyi Lodro)。
- 語化身-轉世至噶舉八蚌寺的八蚌欽哲噶瑪欽哲沃瑟（Beru or Palpung Khyentse, Karma Khyentse'i Ozer , 1890∼1946[1]）(或稱為貝魯欽哲)
- 意化身-轉世至寧瑪派雪謙寺的頂果欽哲‧札西華覺（1910∼1991）
- 意化身-轉世至寧瑪派佐欽寺的咕嚕澤旺（Dzogchen Khyentse Guru Tsewang ,c.1897-c.1945）
- 意化身-轉世至直貢噶舉派巴麥寺的巴麥欽哲（Palme Khyentse,c.1897-c.1945）（珠古東珠書載為功德化身-轉世至噶舉巴巴麥寺巴麥欽哲 袞桑卓度德欽多傑(Drodul Dechen Dorje Dorje,1897-1946）
- 功德化身-轉世至薩迦派圓滿宮的第40任薩迦法王拿旺·圖道·旺秋（Ngawang Thutob Wangdrag,c.1900-c.1950）[2]

### 二次轉世
- 三世宗薩蔣揚欽哲卻吉嘉措（1961－）
- 二世貝魯欽哲仁波切(The Second Palpung Khyentse Rinpoche, 1946-1998[1])
- 頂果欽哲揚希仁波切(Dilgo Khyentse Yangsi Rinpoche, 1991-)
- 三世巴麥欽哲仁波切（1967－）

### 三次轉世
- 三世貝魯欽哲仁波切現正駐錫印度八蚌寺。